# Armada Real Australiana
La Armada Real Australiana (en inglés: Royal Australian Navy, abreviada RAN) es la rama naval de la Fuerza de Defensa Australiana. A raíz de la Federación de Australia en 1901, las naves y los recursos de las armadas coloniales independientes se integraron en una fuerza nacional: Commonwealth Naval Forces. Originalmente concebida para la defensa local, a la Marina se le concedió el título de 'Royal Australian Navy' en 1911 y fue adquiriendo cada vez más responsabilidad en la defensa de la región.
La Royal Navy británica continuó apoyando a la RAN y proporcionando medios de defensa oceánica en el Pacífico hasta los primeros años de la Segunda Guerra Mundial. Entonces, la rápida expansión de la guerra motivó la adquisición de grandes buques de superficie y la construcción de muchos buques de guerra y patrulleros. En la década que siguió a la guerra, la RAN adquirió un pequeño número de portaaviones, el último de ellos el HMAS Melbourne, dado de baja en 1982.
Hoy en día, la RAN es una de las fuerzas navales más grandes y sofisticadas en la región del Pacífico, con una presencia significativa en el océano Índico, efectuando operaciones en todo el mundo en apoyo de las campañas militares y las misiones de mantenimiento de la paz.
El actual comandante en jefe de la armada es el vicealmirante Russell Crane. Fue nombrado para este cargo el 4 de julio de 2008, para relevar el vicealmirante Russell Shalders.

## Historia
La Mancomunidad de las Fuerzas Navales se estableció el 1 de marzo de 1901, dos meses después de crearse la Federación de Australia. El 10 de julio de 1911, el rey Jorge V concedió el título de 'Royal Australian Navy'.
Durante la Primera Guerra Mundial, la RAN estuvo encargada inicialmente de conquistar muchas de las colonias alemanas del Pacífico Sur y de proteger los envíos de Australia de la Escuadra Alemana del Este de Asia. Al prolongarse la guerra, la mayoría de los buques más importantes de la RAN operaron como parte de las fuerzas de la Royal Navy en el Mediterráneo y el Mar del Norte.
Durante la década de 1920 y principios de 1930, el tamaño de la RAN se redujo drásticamente. Al ir aumentando las tensiones internacionales, sin embargo, la RAN se fue modernizando y ampliando. A comienzos de la Segunda Guerra Mundial, los buques navegaron otra vez como parte de la Royal Navy, sirviendo muchos de ellos con distinción en el Mediterráneo, el mar Rojo, la costa de África Occidental, el Golfo Pérsico y el Océano Índico. Tras el estallido de la Guerra del Pacífico y la virtual destrucción de la fuerza de la Royal Navy en Asia, la RAN funcionó con más independencia, o como parte de las fuerzas de la Armada de los Estados Unidos. Al final de la guerra, la RAN se convirtió en la quinta fuerza naval mayor del mundo.
Tras la Segunda Guerra Mundial, el tamaño de la RAN se redujo de nuevo, pero ganó nuevas funciones con la entrega de dos portaaviones. La RAN participó en muchos conflictos de la Guerra Fría en la región de Asia-Pacífico y operó junto a la Royal Navy y la Armada de los Estados Unidos en Corea, Malasia y Vietnam. Desde el final de la Guerra Fría, la RAN ha formado parte de fuerzas de la coalición en el Golfo Pérsico y el Océano Índico y se ha convertido en un elemento crítico en las operaciones de Australia en Timor Oriental y en las Islas Salomón.

## La RAN en la actualidad

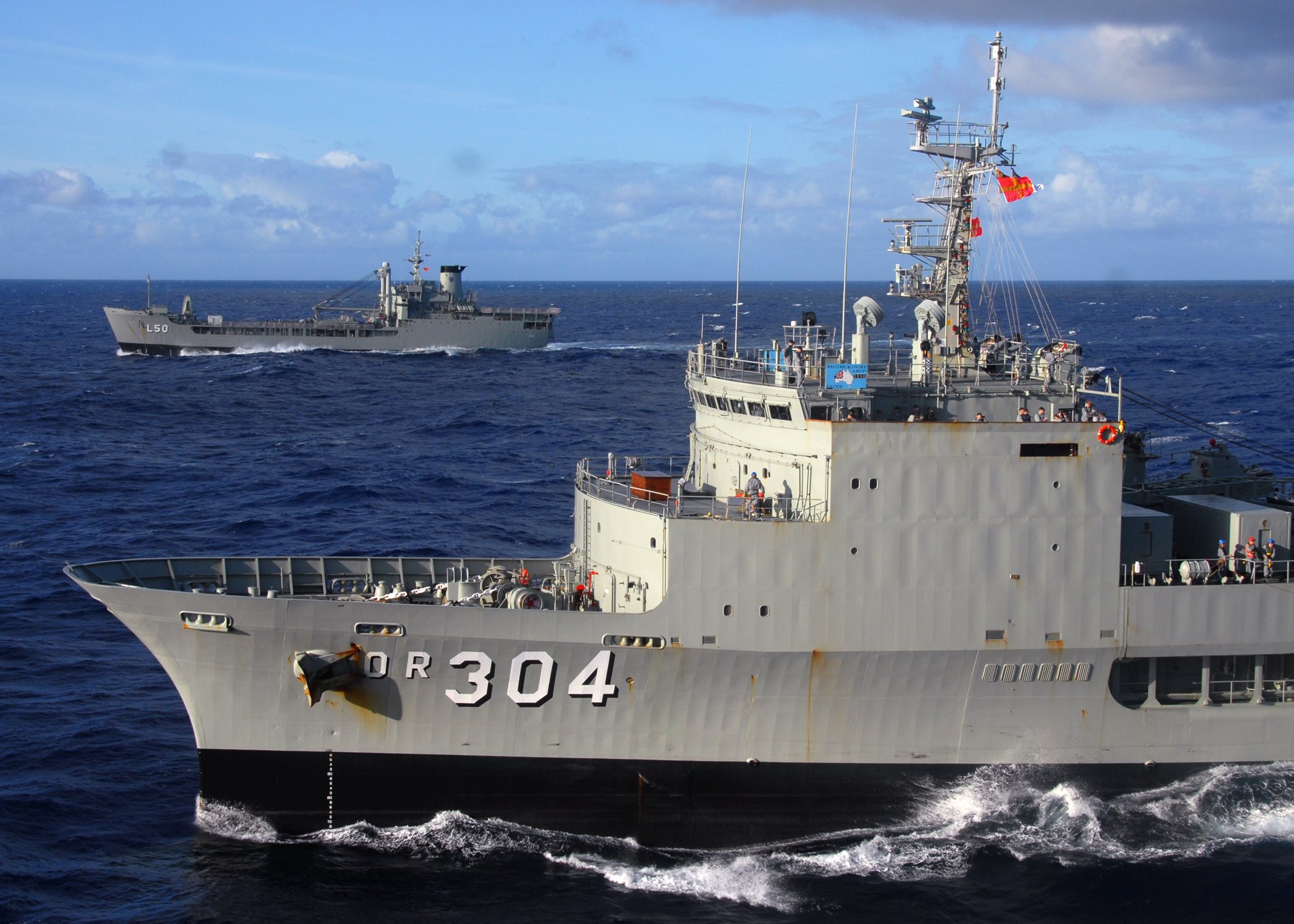
Buques de la Armada Australiana, el HMAS Success (AOR 304) en primer plano y el HMAS Tobruk (L 50) al fondo en 2008.

### Estructura de comando
La RAN es ordenada por medio de la Sede Naval (NHQ) en Canberra. El jefe profesional es el Jefe de la Armada (CN), que tiene la jerarquía de vicealmirante. La NHQ es responsable de implementar las decisiones políticas dictadas desde el Departamento de Defensa y de la supervisión de cuestiones tácticas y operativas que son competencia de los mandos subordinados.

### Flota
Desde 2009, la flota de la RAN consiste en 51 buques, que incluyen fragatas, submarinos, lanchas patrulleras y buques auxiliares. La actual RAN tiene la tarea de defender las aguas de Australia y la realización de despliegues más amplios. Los actuales despliegues de la RAN incluyen: las contribuciones a la fuerza multinacional en Irak, el apoyo a la misión de la ONU en Timor Oriental y una "misión de asistencia regional" con Nueva Zelanda en las Islas Salomón.
La RAN tiene dos bases principales para su flota:
- Base de la flota Este, localizada en HMAS Kuttabul en Sídney y
- Base de la flota Oeste, localizada en HMAS Stirling cerca de Perth.

Además, otros tres puertos son la base de la mayoría de los buques de guerra de menor importancia de la RAN:
- HMAS Coonawarra, en Darwin
- HMAS Cairns, en Cairns y
- HMAS Waterhen, en Sídney.

#### Buques actuales
La RAN opera en la actualidad 55 buques, integrados en nueve clases de buques, y tres buques individuales.
| Imagen                                                | Clase/nombre        | Tipo                                  | Número | Alta | Detalles |
| ----------------------------------------------------- | ------------------- | ------------------------------------- | ------ | ---- | --- |
| HMAS Canberra (LHD 02)                                | Clase Canberra      | LHD                                   | 2      | 2014 | LHD construido el 80% en Navantia y el 20% en BAE Systems Australia. La segunda unidad es el HMAS Adelaida (LH 01).                                                          |
|                                                       | Clase Hobart        | Destructor                            | 3      | 2013 | Destructor de defensa antiaérea y antisubmarina. Basados en las Fragatas Españolas F100                                                                                      |
| HMAS Toowoomba, séptimo buque de la clase Anzac class | Clase Anzac         | Fragata                               | 8      | 1996 | Fragata de defensa antisubmarina y antiaérea según el diseño alemán MEKO con 1 helicóptero S-70B-2 Seahawk. Dos más fueron construidas para la Real Armada de Nueva Zelanda. |
|                                                       | Clase Supply        | Buque de Aprovisionamiento en combate | 2      | 2021 | Basado en el español Cantabria A-15 |
| HMAS Armidale, líder de la clase Armidale             | Clase Armidale      | Patrullero                            | 14     | 2005 | Defensa de costa, fronteras marítimas y la protección de la pesca. |
| HMAS Huon, líder de la clase Huon                     | Clase Huon          | Dragaminas                            | 6      | 1997 | Guerra contra minas. |
| HMAS Sheean, quinto submarino de la clase Collins     | Clase Collins       | Submarino                             | 6      | 2000 | Antibuque, recolección de información, Diésel-eléctrica. |
| HMAS Balikpapan, líder de la clase Balikpapan         | Clase Balikpapan    | Desembarco anfibio                    | 6      | 1971 | Transporte de desembarco ligero. Dos más fueron transferidos a las Fuerzas de defensa de Papúa Nueva Guinea en 1975.                                                         |
| HMAS Leeuwin, líder de la clase Leeuwin               | Clase Leeuwin       | Buque hidrográfico                    | 2      | 2000 | Hidrográfico. |
|                                                       | Clase Bay           | Desembarco anfibio                    | 1      | 2011 | adquirido a la Royal Navy al RFA Largs Bay como HMAS Choules. |
|                                                       | Clase Cape          | Patrullero                            | 8      | 2017 | Defensa de costa, fronteras marítimas y la protección de la pesca. |
|                                                       | ADV Ocean Protector | Auxiliar                              | 1      | 2016 | |
|                                                       | ADV Guidance        | Auxiliar                              | 1      | 2023 | |
|                                                       | ADV Reliant         | Auxiliar                              | 1      | 2022 | |

### Aviación naval
La RAN posee una flota aérea para realizar tareas aeronáuticas; en la actualidad, la fuerza solo posee helicópteros, teniendo tres escuadrones con estos. Los buques más grandes de la RAN son capaces de operar helicópteros; además, las fragatas de la RAN suelen llevar Sikorsky S-70B Seahawks.

## Jerarquías y uniformes
Los uniformes de la Marina Real de Australia son muy similares en cuanto a corte, color e insignias a los de sus predecesores británicos de la Royal Navy. Sin embargo, a partir de la Segunda Guerra Mundial todo el personal RAN comenzó a usar en la hombrera destellos que dicen Australia, práctica que continúa en la actualidad. Estos arcos son de tela a la altura del hombro en los uniformes, oro metálico en las juntas oficiales de los hombros y bordados en el hombro.